# Bundesautobahn 671
Die Bundesautobahn 671 (Abkürzung: BAB 671) – Kurzform: Autobahn 671 (Abkürzung: A 671) – ist eine ca. 12 km lange Autobahn im deutschen Bundesland Hessen und führt als östlicher Teil des Mainzer Autobahnringes von Wiesbaden zum Mainspitz-Dreieck bei Ginsheim-Gustavsburg.

## Verlauf

Die A 671 bildet den östlichen Teil des Mainzer Autobahnringes.

Die Autobahn beginnt als Fortsetzung der vom Wiesbadener Stadtzentrum her kommenden B 263 kurz hinter der Autobahnanschlussstelle Wiesbaden-Mainzer Straße der A 66. Der Anschluss zwischen beiden Autobahnen ist nicht vollständig höhenfrei – will man von der A 66 auf die B 263 wechseln, gelangt man in beiden Fahrtrichtungen jeweils an eine Ampelkreuzung, in umgekehrte Richtung ist dies nicht der Fall. Ab der Anschlussstelle Wiesbaden/Mainz-Amöneburg (2), die sich allerdings noch auf Biebricher Gebiet befindet, ist die Straße als Autobahn ausgeschildert. Unmittelbar östlich der Fahrbahn befindet sich hier die ehemalige Wuth’sche Brauerei mit ihrem markanten Hauptgebäude.
Weiter führt die A 671 an den Gleisanlagen des Bahnhofs Wiesbaden Ost vorbei und macht eine Kurve in südöstlicher Richtung, so dass die Umgehungsbahn Mainz nicht überquert wird. Die Anschlussstelle Mainz-Kastel (3) bindet Mainz-Kastel an und ist als Kleeblatt ausgebaut. Die hier angeschlossene B 455 bietet zudem in nördlicher Richtung eine Verbindung zur A 66 in Richtung Frankfurt. Ab der nachfolgenden Anschlussstelle Hochheim-Nord (4), an der die Bundesstraße 40 in Richtung Osten abzweigt, schwenkt die Strecke nach Süden. Über die Anschlussstelle Hochheim-Süd (5) ist die Kernstadt von Hochheim angeschlossen. Zudem zweigt hier der westliche Ast der Bundesstraße 40 in Richtung Mainz-Kostheim und Mainz ab. Zwischen den Anschlussstellen Hochheim-Süd (5) und Gustavsburg (6) wird der Main auf der Mainbrücke Hochheim gequert – parallel zur Kostheimer Brücke für den Eisenbahnverkehr. Nach der Anschlussstelle Gustavsburg (6) mündet die Autobahn im Mainspitz-Dreieck auf die A 60.

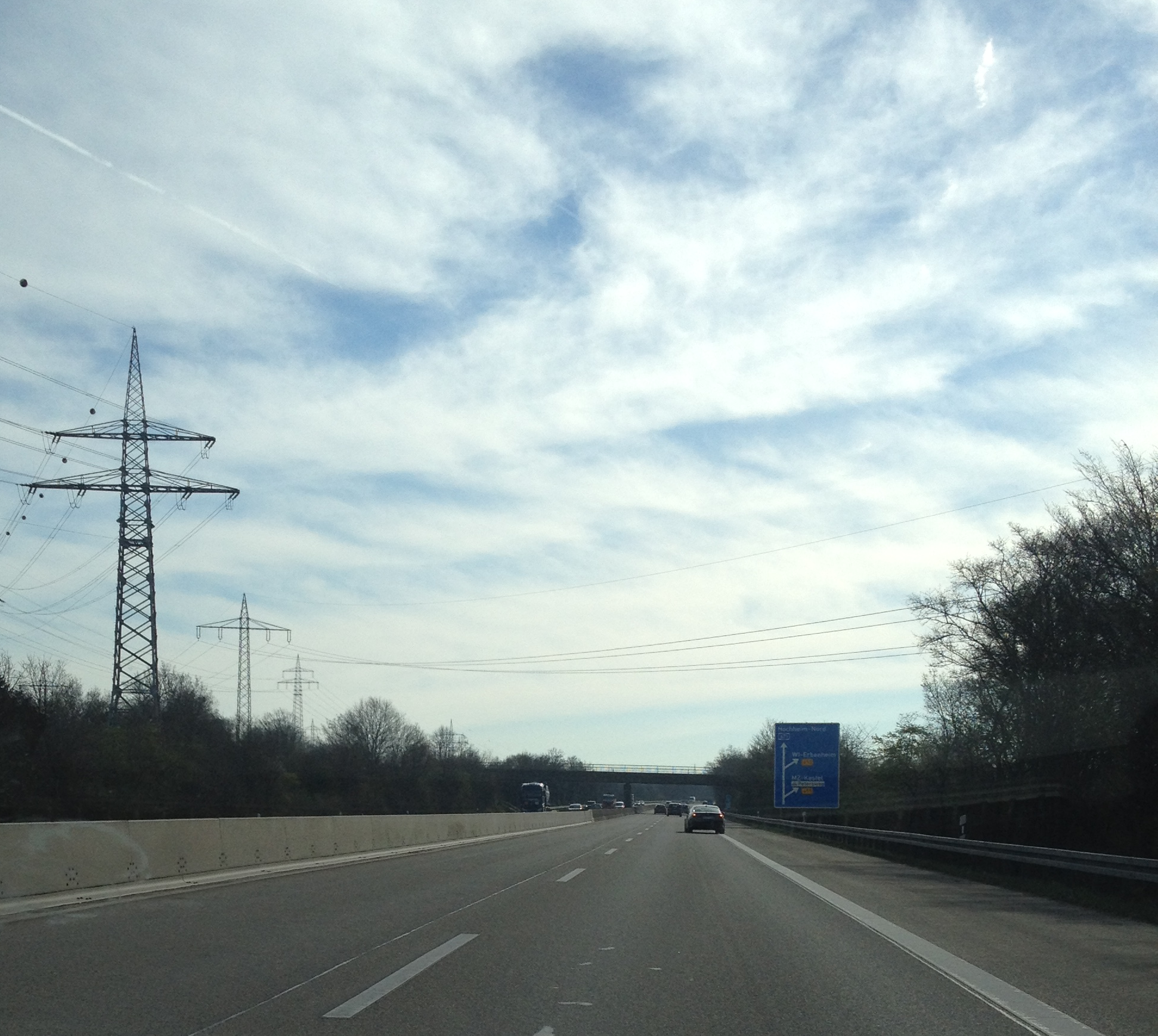
Südlich von Mainz-Amöneburg
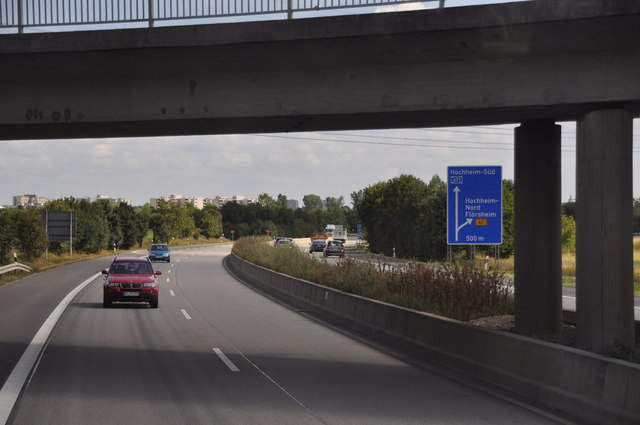
Zwischen Mainz-Kastel und Hochheim-Nord
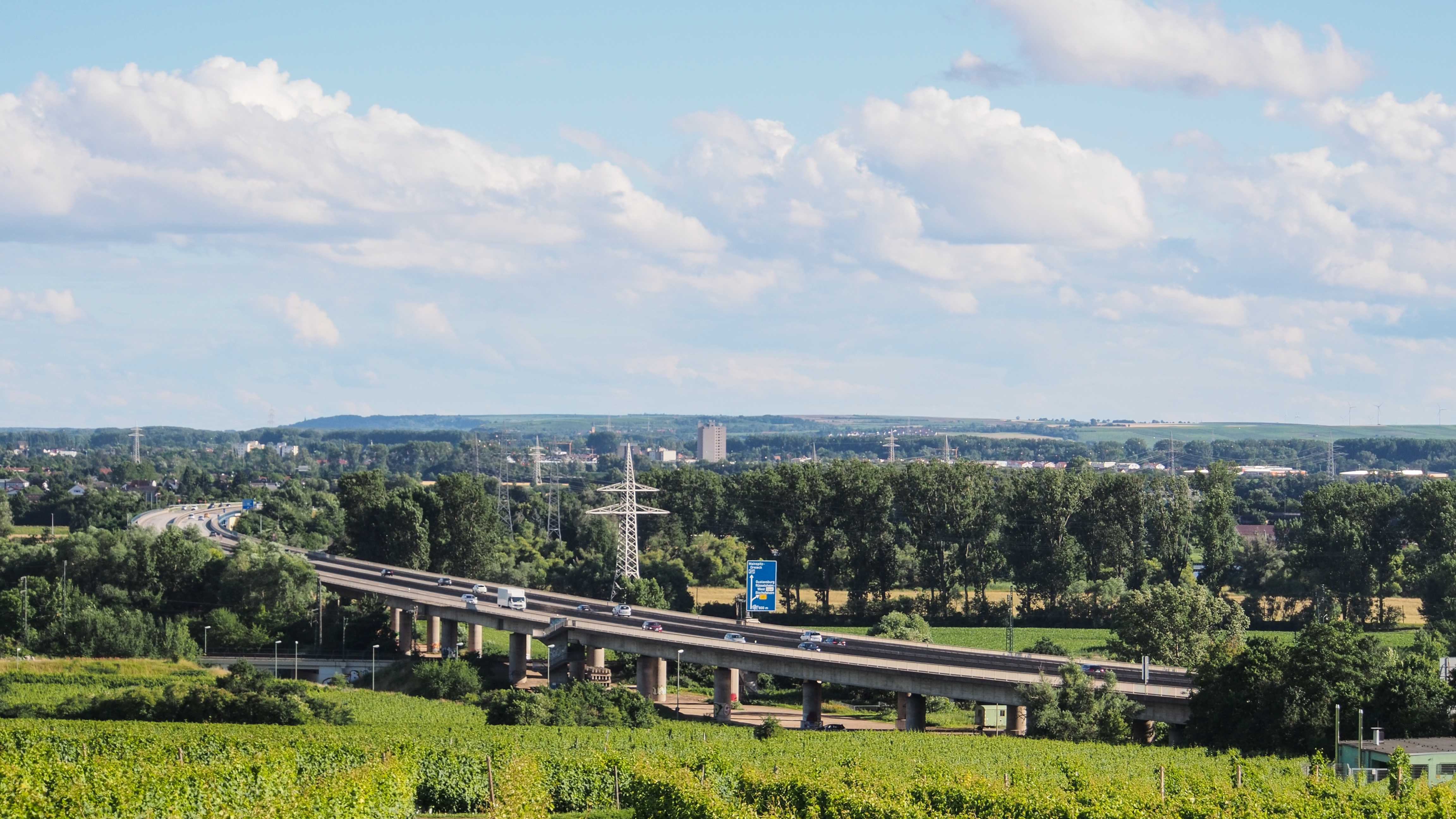
Mainbrücke bei Hochheim

### Rastplätze
Zwischen den Anschlussstellen Hochheim-Nord (4) und Mainz-Kastel (3) befindet sich in Fahrtrichtung Wiesbaden ein kleiner Rastplatz mit dem Namen Zur alten Römerstraße. Auf gleicher Höhe befand sich in der Gegenrichtung ebenfalls ein kleiner Parkplatz, der Ende der 1980er aufgelassen wurde, dessen Form man aber noch heute an den bewirtschafteten Grundstücksgrenzen von der nahen Brücke über die Autobahn gut erkennen kann.

## Geschichte

### Erste Schnellstraßenplanungen
Erste Pläne für Schnellstraßenverbindungen im westlichen Rhein-Main-Gebiet um Mainz und Wiesbaden, seit 1946 Landeshauptstädte der neu gegründeten Bundesländer Rheinland-Pfalz und Hessen, stammen vom Beginn der 1950er Jahre. Der einzige Anschluss an das Autobahnnetz im Raum Mainz/Wiesbaden lag zu dieser Zeit an der Bundesautobahn Köln–Frankfurt am Main bei Wallau, der heutigen BAB 3, die dort in den ersten Nachkriegsjahren ihren südlichen Endpunkt besaß. Die querende Straße, an der die Autobahn endete, wurde landläufig als Wandersmannstraße bezeichnet und einer alten Chaussee folgend, wurde Anfang der 1930er Jahre zur leistungsfähigen Kraftfahrstraße ausgebaut. 1954 wurde sie schließlich als Rhein-Main-Schnellweg autobahnähnlich um eine zweite Richtungsfahrbahn ergänzt und das Kreuzungsbauwerk mit der von Köln her kommenden Autobahn vollendet, da diese über den Main hinweg weiter in Richtung Frankfurt am Main geführt wurde. Auf Wiesbadener Gebiet bot sich daher ein Anschluss der Ringstraße an den Autobahnzubringer in Richtung Frankfurt an. Aus dem Rhein-Main-Schnellweg ging die heutige BAB 66 hervor.
Im Bedarfsplan für die Bundesfernstraßen 1956 war im Zuge der Erschließung von Wirtschaftsräumen beiderseits des Rheins erstmals der Bau einer ringförmigen Umgehungsstraße um Mainz herum aufgeführt. Im Zuge dieser Ringstraße – neben Köln und Bonn das dritte Projekt dieser Art – sollten drei große Brückenbauwerke errichtet werden, um die Stadtteile beiderseits des Rheins und des Mains – letztere waren als ursprünglich Mainzer Stadtteile nach dem Zweiten Weltkrieg dem Bundesland Hessen zugeteilt worden – zu verbinden. Westlich und südlich der Mainzer Innenstadt war je eine Rheinquerung, östlich bei Hochheim auf hessischer Seite eine Mainquerung vorgesehen. Die ganze Straße war erstmals 1955 als Kraftfahrstraße geplant – bereits mit getrennten Richtungsfahrbahnen, allerdings im gegenüber Autobahnen schmaleren Querschnitt ohne Seitenstreifen.

### Der Mainzer Ring entsteht
Am 13. Juli 1959 erging der Planfeststellungsbeschluss für die Rheinbrücke bei Schierstein, mit deren Bau dann am 15. September desselben Jahres begonnen wurde. Mit dem Bau der Weisenauer Brücke wurde ebenfalls begonnen, so dass 1962 beide Brückenbauwerke zeitgleich dem Verkehr übergeben wurden. Anschlussstrecken von und zu den Brücken bestanden zu diesem Zeitpunkt noch nicht bzw. befanden sich in Bau. Auf Wiesbadener Gebiet markierte die Fertigstellung der Salzbachtalbrücke die erste Etappe in der Verlängerung des Rhein-Main-Schnellweges nach Westen.
Die östliche Umfahrung von Mainz – ganz auf hessischem Gebiet liegend – wurde ab Beginn der 1960er Jahre zusammen mit der Strecke von Mainz nach Rüsselsheim geplant und als Süd-Main-Schnellweg bezeichnet, da der größte Teil dieser Strecke südlich des Mains verläuft und die Ortschaften am südlichen Mainufer anbindet. Bei Rüsselsheim sollte sie in einem Autobahndreieck in die zeitgleich errichtete Autobahn Frankfurt–Heidelberg (Main-Neckar-Schnellweg bzw. BAB-Eckverbindung Mönchhof–Darmstadt) münden. Anders als der eigentliche Schnellstraßenring um Mainz war diese Strecke bereits mit einem breiteren Querschnitt und Seitenstreifen als Autobahn geplant worden, behielt zunächst allerdings den Rang einer Kraftfahrstraße, der bis zur Fertigstellung der Gesamtstrecke auch beibehalten wurde.
Die Mainbrücke bei Hochheim wurde 1966 fertig gestellt, allerdings mit demselben schmaleren Querschnitt, den auch die Schiersteiner und die Weisenauer Brücke aufwiesen. Auch hier war zunächst eine Schnellstraße geplant, die später zur Autobahn aufgestuft wurde. Der Abschnitt südlich der Mainbrücke Hochheim bis zur Einmündung in die Autobahn Mainz–Rüsselsheim entstand gleichzeitig.

### Fertigstellung der Strecke
Mitte der 1960er Jahre wurde die Autobahn von Hochheim aus weiter in Richtung Wiesbaden gebaut. Im ADAC-Generalatlas von 1967 wird die Fertigstellung der Autobahn in zwei Etappen aufgeführt: Der erste Abschnitt nördlich der Mainbrücke Hochheim führte bis zur B 455, der heutigen Anschlussstelle Mainz-Kastel (damals als Wiesbaden-Boelckestraße bezeichnet). Die Anschlussstelle Hochheim-Nord wurde erst 1985/86 mit dem Bau der Ortsumfahrung Hochheim (B 40) realisiert.
Später wurde sie dann bis zur Einmündung in die Mainzer Straße weitergebaut, wobei das Autobahnende und der Übergang in die B 263 an der Anschlussstelle Wiesbaden-Mainzer Straße des Rhein-Main-Schnellweges lag. Als voraussichtliches Jahr der Fertigstellung ist 1969 angegeben. Der Bau der Brücke über den Amöneburger Kreisel, die das nördliche Autobahnende darstellt, begann bereits 1967.
Mit der kompletten Fertigstellung der Strecke im Jahr 1969 wurde die bisherige Schnellstraße zur Autobahn A 92 aufgestuft. Diese Nummer teilte sie sich mit der Weiterführung bis zum Rüsselsheimer Dreieck und die Einmündung in den Main-Neckar-Schnellweg. Obwohl aus Richtung Rüsselsheim kommend die Hauptfahrbahnen weiter über die Weisenauer Brücke südlich um Mainz herum führen, wurde die Autobahnnummerierung auf die abzweigende Strecke nach Wiesbaden weitergeführt. Die weiter geradeaus führende Strecke wurde nach wie vor als Schnellstraße bzw. Ersatzbundesstraße der B 9 (EB 9) bezeichnet.
Eine wichtige Änderung ergab sich 1975, als ein neues Nummerierungssystem mit Einteilung in überregionale, regionale und lokale Autobahnen sowie der Ausweisung der Nummern auf den Wegweisern eingeführt wurde. Ein zuvor im Bedarfsplan Bundesfernstraßen 1971–1985 beschriebenes System, dass den vom Berliner Ring abzweigenden Strecken die einstelligen Nummern A 1 bis A 6 zuordnete, konnte sich, auch im Hinblick auf die damals noch bestehende Deutsche Teilung, nicht durchsetzen. Der Süd-Main-Schnellweg wurde fortan nicht mehr als einheitliche Autobahn geführt, sondern in die in Ost-West-Richtung verlaufende BAB 60 und schließlich die BAB 671 als östliches Teilstück des Mainzer Ringes aufgeteilt. Die Verbindung zwischen BAB 671 und dem ehemaligen Rhein-Main-Schnellweg, der heutigen BAB 66, ist nach wie vor nicht durchgehend höhenfrei, da die Autobahn an der kurz zuvor folgenden Anschlussstelle bereits endet und in die B 263 übergeht.

### Verkehrsfreigaben
| Abschnitt                                      | Jahr | km     | Bemerkungen                                                 |
| ---------------------------------------------- | ---- | ------ | ----------------------------------------------------------- |
| AS Wiesbaden/Mainz-Amöneburg – AS Mainz-Kastel | 1969 | 3,5 km |                                                             |
| AS Mainz-Kastel – AS Hochheim-Süd              | 1967 | 4,3 km | als Schnellstraße, ab 1969 Autobahn (A 92, ab 1975 BAB 671) |
| AS Hochheim-Süd – Mainspitz-Dreieck            | 1966 | 3,4 km | als Schnellstraße, ab 1969 Autobahn (A 92, ab 1975 BAB 671) |

## Ausbau/Sanierung
- Die Brücke über den Amöneburger Kreisel (AS 2 Wiesbaden/MZ-Amöneburg) wurde von Februar 2013 bis Januar 2016 aufwendig saniert und teilweise neu gebaut.[11]
- Ende 2015 wurden zahlreiche Wegweiser entlang der Strecke erneuert.